# Donald A. Wollheim
Donald A. Wollheim (New York, 1º ottobre 1914 – New York, 2 novembre 1990) è stato uno scrittore e editore statunitense di fantascienza.
Come autore, ha pubblicato con il proprio nome e con pseudonimi, tra cui David Grinnell, Martin Pearson e Darrell G. Raynor.